# Zgrada (Hum na Sutli)
Zgrada je objekt u općini Hum na Sutli, zaštićeno kulturno dobro.

## Opis dobra
Zidana katnica smještena je na parceli paralelnoj s lokalnom cestom u Humu na Sutli. Sagrađena je u 19. st. kao rezultat promišljeno umjerenog korištenja elemenata građanske i ruralne tradicijske stambene kuće. Originalni izgled pročelja i organizacija unutarnjeg prostora promijenjeni su recentnim preinakama. Pripadajuća gospodarska zgrada svojom veličinom i oblikom te očuvanošću reprezentativan je primjer tradicijskog objekta s alpskim elementima.

## Zaštita
Pod oznakom Z-3416 zavedena je kao nepokretno kulturno dobro - pojedinačno, pravna statusa zaštićena kulturnog dobra, klasificirano kao "profana graditeljska baština".